# コーポレイト・チェーン
コーポレイト・チェーン（CC）とは、ひとつの企業（資本）で多数の店舗を有する大規模小売業をいう。
一般的にレギュラー・チェーンと呼ばれることがあるが、それは公式用語ではない。